# Södermanlands runinskrifter 254
Runinskrift Sö 254 är en runsten som nu står vid Vansta gård i Ösmo socken, Sotholms härad på Södertörn.
Den är en av de så kallade Ingvarsstenarna som restes efter de män som färdades och förolyckades i det ödesdigra Ingvarståget.

## Stenen
Stenen hittades 1903 i södra kanten av sjön Styran i samband med en utdikning. Där hade den fått tjäna som bro i ängens sankare del. Den togs till vara och flyttades till Vansta gård där den placerades mot ett stenblock i trädgården. Materialet är gråsten och ornamentiken består av en runorm i fågelperspektiv, ristaren är Amunde. Den översatta inskriften lyder enligt nedan:

## Inskriften
Inskriften med runor:
 ᛋᚢᛅᚾ ᛬ ᛅᚢᚴ ᛋᛏᛅᛁᚾ ᛬ ᚱᛅᛁᛋᛅᚢ ᛫ ᛋᛏᛅᛁᚾ ᛬ ᛅᛏ ᛬ ᛏᚭᛋᛏᛅ ᛬ ᚠᛅᚦᚢᚱ ᛬ ᛋᛁᚾ ᛬ ᛁᛋ ᚢᛅᚱᚦ ᛬ ᛏᛅᚢᚦᚱ ᛫ ᛁ ᛚᛁᚦᛁ ᛬ ᛁᚴᚢᛅᚱᛋ ᛬ ᛅᚢᚴ ᛬ ᛅᛏ ᛫ ᚦᚭᚱᛋᛏᛅᛁᚾ ᛫ ᛅᚢᚴ ᚴᛏ ᛬ ᛅᚤᛋᛏᛅᛁᚾ ᛬ ᛅᛚᚼᛁᛚᛏᛅᚱ ᛫ ᛋ
Translitterering:
suan : auk stain : raistu ᛫ stain : at ᛫ tos(t)a : faþur : sin : is uarþ : tauþr ᛫ i liþi : ikuars : au(k) at ᛫ þo(r)stain : auk kt : aystain : alhiltar ᛫ s–
Översättning:
Sven och Sten reste stenen efter Toste, sin fader, som blev död i Ingvars följe, och efter Torsten och efter Östen, Alvhilds son.